# Wellin
Wellin (in vallone Welin) è un comune belga di 2 958 abitanti, situato nella provincia vallona del Lussemburgo.